# 잔 카를로 데 메디치

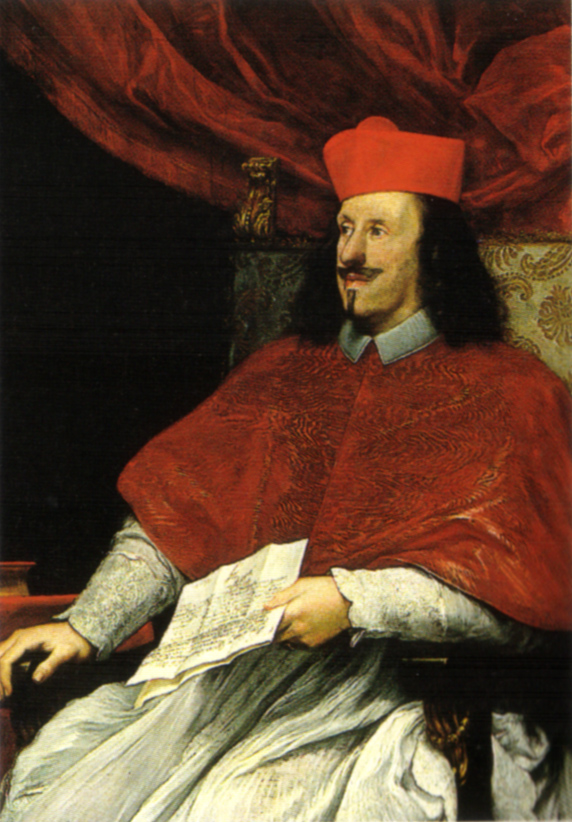
잔 카를로 데 메디치 추기경

잔 카를로 데 메디치(이탈리아어: Gian Carlo de' Medici, 1611년 7월 4일 – 1663년 1월 22일)는 이탈리아 가톨릭교회의 추기경이다. 토스카나 대공 코시모 2세와 오스트리아의 마리아 마달레나의 둘째 아들이다.

## 일대기
잔 카를로는 토스카나 대공국 출신으로, 대공 코시모 2세와 그의 아내 마리아 마달레나 사이에서 태어난 차남이자 세 번째 아이이다.
교황 인노첸시오 10세는 전임자인 교황 우르바노 8세와는 달리, 잔 카를로의 형인 페르디난도 2세와 우호적인 관계였으며, 1664년에 잔 카를로를 추기경에 서임하는 것으로 메디치 가문에 대한 자신의 호의를 증명하였다. 그리하여 이전까지 ‘스페인 바다의 장군’이라는 별명으로 불릴 정도로 뛰어난 직업 군인이었던 잔 카를로는 자신의 군인 생활을 포기할 수밖에 없었다. 그렇지만 새로운 생활인 성직자로서의 삶에 제대로 적응하지 못하였다. 1655년, 교황 알렉산데르 7세는 가톨릭 신자로 회심한 스웨덴의 크리스티나 여왕이 로마로 오는 데 대한 응접을 잔 카를로 추기경에게 위임하였다. 잔 카를로 추기경과 크리스티나 여왕의 사이가 급속도로 가까워지자, 이를 우려한 교황은 잔 카를로가 여왕의 영적 조언자가 되기에는 너무 젊고 잘생겼다면서 그를 피렌체로 되돌려보냈다. 이후 잔 카를로는 수많은 여인과 염문을 뿌리는 등 방탕한 삶으로 시간을 보냈다. 그럼에도 불구하고 페르디난도 2세는 그에게 국가 재정 운영 업무를 맡겼다.
말년에 잔 카를로는 자신이 수집한 수많은 미술품을 피티 미술관에 기증하였다. 뇌졸중으로 선종한 그의 시신은 메디치 가문 일족의 공동묘지라고 할 수 있는 피렌체의 산 로렌초 성당에 안치되었다.